# Gilgit-Baltistan
Gilgit-Baltistan (Urdu: گلگت بلتستان), tot augustus 2009 Noordelijke Gebieden (Engels: Northern Areas; Urdu: شمالی علاقہ جات) genoemd en ook bekend als Balawaristan, is een bestuurlijke regio in het uiterste noorden van Pakistan. Binnen Pakistan heeft het een autonome status. Het grenst in het noorden aan de Afghaanse Wachan-corridor, in het noordoosten aan Xinjiang in de Volksrepubliek China, in het zuiden aan het door Pakistan bestuurde gebied Azad Kasjmir, in het zuidoosten aan de Line of Control met de door India bestuurde unieterritoria Jammu en Kasjmir en Ladakh en in het zuidwesten aan de Pakistaanse regio Khyber-Pakhtunkhwa.
Gilgit-Baltistan is gelegen in het historische en politiek betwiste gebied Jammu en Kasjmir, ook al ziet Pakistan zelf het gebied niet als onderdeel van Jammu en Kasjmir. Het gehele gebied, inclusief de gebieden Gilgit en Baltistan, vormde tot oktober 1947 de Britse deelkolonie Gilgit Agency. India erkent het Pakistaanse bezit van Gilgit-Baltistan niet en stelt dat het tot Indiaas grondgebied behoort. De hoofdstad is Gilgit.

## Geschiedenis
De regio werd vele eeuwen geregeerd door lokale machthebbers. De machthebbers van Hunza werden mirs genoemd en die van Gilgit werden raas genoemd. Sommige delen van de regio werden veroverd door de Dogra-maharadja's van Kasjmir (met name Gulab Singh) en zij regeerden ongeveer 100 jaar over deze gebieden (van 1846 tot 1947). Dit is tevens een belangrijk twistpunt. De inwoners van Gilgit-Baltistan beschouwen zichzelf namelijk niet als Kasjmiri's, en vinden dus dat Gilgit-Baltistan geen onderdeel vormt van Jammu en Kasjmir. Veel inwoners van dit gebied willen dan ook dat Gilgit-Baltistan de vijfde provincie van Pakistan wordt. Maar het gebrek aan vertegenwoordiging van het gebied in het Pakistaanse parlement zorgt ervoor dat het gebied weinig of geen zeggenschap heeft. Dit is een belangrijke oorzaak van frustratie geworden voor de inwoners van Gilgit-Baltistan. Hiernaast zijn er echter ook groeperingen die niet bij Pakistan of India willen horen, omdat beide staten hun belangen niet hebben gewaarborgd en dat nog steeds niet doen.
In tegenstelling tot het gebied Azad Kasjmir, is Gilgit-Baltistan een integraal onderdeel van Pakistan geworden. Een klein deel van het gebied, Shaksgam, is door Pakistan in 1963 overgedragen aan China, onder voorwaarde dat het Chinese deel op de agenda blijft staan wanneer aan een definitieve oplossing voor het Kasjmirconflict gewerkt gaat worden. India erkent het Pakistaanse bezit van Gilgit-Baltistan niet en noemt het samen met het aangrenzende Azad Kasjmir "Pakistaans bezet Kasjmir".

## Geografie

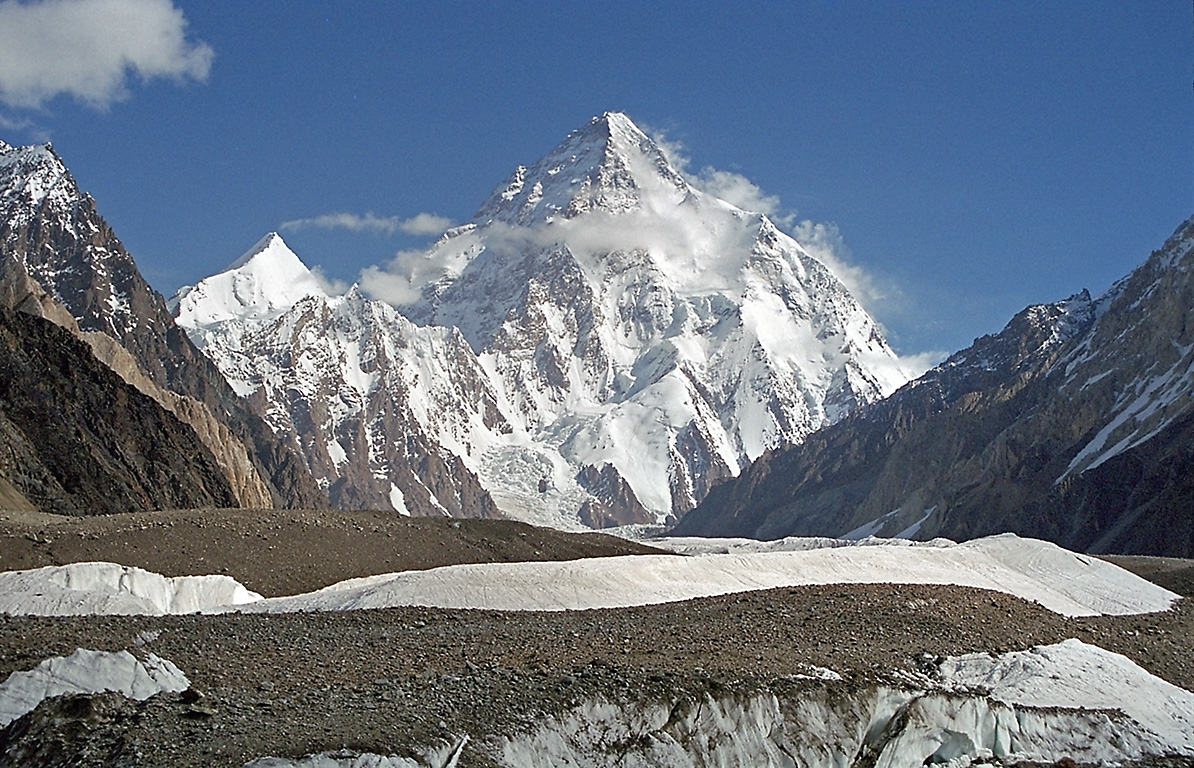
De K2 in de Karakoram

### Grenzen
In het noorden grenst het gebied aan de Wachan-corridor van Afghanistan, een smalle strook land die Pakistan van Tadzjikistan scheidt, langs de Durandlijn. In het noordoosten grenst het aan Xinjiang, een autonome regio van China en de door China bestuurde onherbergzame riviervallei Shaksgam. In het zuidoosten grenst het aan de Indiase unieterritoria Jammu en Kasjmir en Ladakh, eveneens omstreden gebieden. In het zuiden grenst het aan de Pakistaanse autonome regio Azad Kasjmir, die net als Gilgit-Baltistan wordt betwist door India, en in het westen en zuidwesten grenst Gilgit-Baltistan aan het Pakistaanse Khyber-Pakhtunkhwa (voorheen de Noordwestelijke Grensprovincie).

### Bergen
In Gilgit-Baltistan bevinden zich enkele van 's werelds hoogste berggebieden. De belangrijkste zijn de Karakoram en andere bergketens van de westelijke Himalaya. De Pamir ligt in het uiterste noorden en de Hindoekoesj in het westen.

## Bevolking

### Samenstelling
Met vele geïsoleerde valleien, omgeven door 's werelds hoogste bergen, bestaat de bevolking van Gilgit-Baltistan uit vele verschillende groepen. Dit uit zich in taalkundige, etnische, religieuze en raciale verschillen.
Het Urdu is de lingua franca van de regio. Deze taal wordt verstaan door de meeste mannen en vrouwen die kunnen lezen en schrijven, vaak echter niet als moedertaal. Het Shina, een Indo-Arische taal, is de moedertaal van meer dan 40% van de totale bevolking, en wordt vooral gesproken in Gilgit, door Dimmer heen en sommige delen van Ghizer. Het Balti, een oude Tibetaanse taal of variëteit, wordt gesproken door de Balti in geheel Baltistan, op enkele dorpen na. Het Burushaski is een ethologisch geïsoleerde taal, gesproken in Hunza, Nagar, Yasin, sommige delen van Gilgit en enkele dorpen van Punyal.
Er zijn ook enkele andere talen in Gilgit-Baltistan:
- Wakhi (of Wakhi-Tadzjiki), een Iraanse taal gesproken door de Wakhi (of Pamiri, of Berg-Tadzjieken) wordt gesproken in de hogere delen van Hunza en enkele dorpen in Ghizr;
- Khowar, een Indo-Arische taal, wordt gesproken in Ghizr en Yasin,
- Domaaki, ook een Indo-Arische taal. Deze taal wordt gesproken door de Bericho (of Doma), een volk van muzikanten.

Tot slot verblijven er kleine aantallen Pathaanse en andere Afghaanse vluchtelingen op de grens met Khyber-Pakhtunkhwa en Afghanistan.

### Oorsprong
De zuidelijke route van de antieke Zijderoute liep door het gebied, die werd gebruikt door kooplieden vanuit ver weg gelegen plaatsen. Sommige hiervan zijn er misschien gebleven en hebben zich mogelijk met de lokale bevolking vermengd.
Men heeft lange tijd gespeculeerd dat de mensen met een relatief lichte huidkleur en op sommige plekken een lichte haarkleur, afstammelingen waren van Grieken, die eerst als soldaten van Alexander de Grote en later tijdens de Grieks-Boeddhistische interactie, zich in de regio hadden gevestigd.
Recente DNA-analyse heeft hier echter geen bewijs voor kunnen vinden. Sindsdien wordt gedacht dat deze mensen afstammelingen zijn van de Tochaars sprekende Yuezhi uit het noordelijk gelegen Tarimbekken. Dit volk trok geleidelijk aan via Centraal-Azië naar Pakistan, en rond het begin van de westerse jaartelling stichtte de overheersende Guishuang-stam het Kushanrijk.

## Bestuurlijke indeling

Districten

Gilgit-Baltistan bevat de twee districten van Baltistan en de vier districten van Gilgit. Het in 1963 aan China afgestane Shaksgam was vroeger onderdeel van Baltistan. De belangrijkste politieke centra zijn de plaatsen Gilgit en Skardu.
| Streek    | District     | Opp. (km²) | Bevolking (1998) | Hoofdplaats |
| --------- | ------------ | ---------- | ---------------- | ----------- |
| Baltistan | Ghanche      | 9.400      | 88.366           | Khaplu      |
| Baltistan | Skardu       | 18.000     | 214.848          | Skardu      |
| Gilgit    | Astore       | 8.657      | 71.666           | Gorikot     |
| Gilgit    | Diamir       | 10.936     | 131.925          | Chilas      |
| Gilgit    | Ghizar       | 9.635      | 120.218          | Gahkuch     |
| Gilgit    | Gilgit       | 21.300     | 243.324          | Gilgit      |
| Totaal    | 6 districten | 72.971     | 970.347          |             |

Voor de deling van Kasjmir behoorde Baltistan tot Ladakh. Skardu was gedurende 106 jaar de winterhoofdstad van Ladakh.